# رباط الرميشي (إب)
رباط الرميشي هي إحدى قرى الجمهورية اليمنية. تتبع جغرافيا لمحافظة إب وإداريًا لمديرية يريم. يبلغ تعداد سكانها 1006 نسمة حسب الإحصاء الذي أجري عام 2004.